# Xinjiang (socken)
Xinjiang (kinesiska: 新江, 新江乡) är en socken i Kina. Den ligger i den autonoma regionen Guangxi, i den södra delen av landet, omkring 28 kilometer sydost om regionhuvudstaden Nanning.
Genomsnittlig årsnederbörd är 2 017 millimeter. Den regnigaste månaden är juli, med i genomsnitt 394 mm nederbörd, och den torraste är januari, med 36 mm nederbörd.